# Joseph Schubert
Pour les articles homonymes, voir Schubert (homonymie).
Joseph Schubert est un violoniste, altiste, violoncelliste et compositeur allemand, né à Warnsdorf le 20 décembre 1754 et mort à Dresde le 28 juillet 1837. Il n'a aucun lien de parenté avec le compositeur Franz Schubert.

## Biographie
Né dans une famille de musiciens, Joseph Schubert étudie en premier lieu la musique avec son père. À l'âge de vingt ans, il part étudier à Prague, puis à Berlin. Très jeune, il se produisait déjà en concert en solo. En 1780, il occupe le poste de violoniste à l’orchestre du margrave de Schwedt jusqu’en 1788, date à laquelle il devient altiste à l’orchestre de la Cour de Dresde. C'est dans cette ville qu'il mourut cinquante ans plus tard, en 1837. 

## Œuvres
Son œuvre se compose essentiellement de pièces écrites pour violon ainsi que pour alto solo. Son Concerto pour alto en ut fut semble-t-il inspiré du style contemporain de Joseph Haydn et de Luigi Boccherini.